# In a Big Country
In a Big Country är en musiksingel av den skotska rockgruppen Big Country utgiven 1983. Låten är kanske bandets mest kända, tillsammans med King of Emotion och Fields of Fire.[källa behövs]
| ” | "Om vi är kända för något mer än den låten, skulle jag vara väldigt glad över det. | „ |

- Stuart Adamson[källa behövs]